# Ngamring
Ngamring är ett härad (dzong) som lyder under staden Shigatse i Tibet-regionen i sydvästra Kina.